# Nomioides parviceps
Nomioides parviceps är en biart som beskrevs av Morawitz 1876. Nomioides parviceps ingår i släktet Nomioides och familjen vägbin. Inga underarter finns listade i Catalogue of Life.